# S*P*Y*S
S*P*Y*S is een Amerikaanse komische film uit 1974, met Elliott Gould en Donald Sutherland in de hoofdrollen. De regie was in handen van Irvin Kershner. Het is een vlotte parodie op de spionagefilm. Gould en Sutherland spelen twee klungelige spionnen die, nadat hun eigen CIA hen uit de weg wil, voor zichzelf beginnen. De asterisken in de titel zijn een knipoog naar de film  M*A*S*H, waarin Gould en Sutherland ook de hoofdrollen speelden. Verder is er echter geen verband tussen de twee films.

## Rolverdeling
| Acteur             | Personage     |
| ------------------ | ------------- |
| Elliott Gould      | Griff         |
| Donald Sutherland  | Bruland       |
| Zouzou             | Sybil         |
| Joss Ackland       | Martinson     |
| Xavier Gélin       | Paul          |
| Vladek Sheybal     | Borisenko     |
| Michael Petrovitch | Sevitsky      |
| Shane Rimmer       | Hessler       |
| Kenneth Griffith   | Lippet        |
| Pierre Oudrey      | Revolutionary |
| Kenneth J. Warren  | Grubov        |
| Jacques Marin      | Lafayette     |
| Jeffrey Wickham    | Seely         |
| Nigel Hawthorne    | Croft         |
| John Bardon        | Evans         |